# الكحول في إيران
الكحول محظور في إيران على المواطنين الإيرانيين بموجب القانون منذ إنشاء حكومة الجمهورية الإسلامية في عام 1979. في عام 2017، وجد أن 5.7٪ من السكان البالغين قد تناولوا الكحول في العام السابق.

## تاريخ
لعب النبيذ دورًا مهمًا في الثقافة والتاريخ الفارسيين بدءًا من إدارة الإمبراطوريات الأولى إلى الدين والأدب الفارسي.

## قانون
بموجب القانون، يحظر على المواطنين المسلمين في إيران تناول الكحول. يتم تهريب الكثير من الكحول الذي يستهلكه المواطنون الإيرانيون من كردستان العراق إلى إيران.

### البدلات لغير المسلمين
بالإضافة إلى ذلك، يُسمح للأقليات غير المسلمة المعترف بها رسميًا بإنتاج المشروبات الكحولية لاستهلاكها الخاص وللطقوس الدينية مثل القربان المقدس. ضمنت اثنتان من الأقليات الدينية الأربع التمثيل في البرلمان ( المجلس) - الأرمن والآشوريون - مسيحيو، والأولى هي بالأساس رسولية أرمنية.
لا تُحترم هذه الممارسة في بعض القضايا السياسية، مثل حالة أفارين نيساري وزوجها كاران فافاداري، حيث تم القبض عليهما، من بين تهم أخرى، بتهمة تناول المشروبات الكحولية وتقديمها خلال التجمعات المختلطة في منزلهما رغم أنهما من الزرادشتيين، ديانة توحيدية سبقت الإسلام.
يحظر إدخال الكحول إلى إيران.

### قياده تحت تاثير الخمر
في 2011-2012، سحبت شرطة المرور الإيرانية رخص القيادة لـ 829 سائقًا، بينهم 43 امرأة، لم يجتازوا اختبارات الكحول والمخدرات. أظهرت اختبارات الكحول المأخوذة من السائقين في طهران في الفترة من 20 أبريل إلى 20 مايو 2012 أن 26٪ منهم كانوا في حالة سكر. نظرًا لعدم وجود مراقص أو نوادي ليلية في البلاد، فإن كل ذلك يحدث في المنزل، خلف الأبواب المغلقة.

### عقاب
في عام 2020، تم إعدام رجل مسلم في سجن مشهد بعد إدانته بشرب الكحول للمرة السادسة، والقيادة بدون رخصة وحيازة الكحول.